# Vradiïvka
Vradiivka (ukrainien : Врадіївка, russe : Врадиевка) est une commune urbaine de l'oblast de Mykolaïv, en Ukraine. Elle compte 8 450 habitants en 2024.